# Sisinius
Sisinius (okolo roku 650 Sýrie – 4. února 708 Řím) byl papežem od 15. ledna 708 až do své smrti.

## Původ
Pocházel ze Sýrie. Vládl zřejmě jen dvacet jeden den, jeho pontifikát patří k několika nejkratším v historii. Byl těžce postižen dnou, nemohl se údajně téměř ani hýbat a ostatní ho museli krmit. Jedním z mála činů, které za svého kratičkého pontifikátu stačil vykonat, bylo zahájení obnovy římských hradeb, které dokončili až jeho následovníci. K tomu účelu založil několik vápenek. Po Sisiniovi nastoupil svou vládu papež Konstantin I., rovněž Syřan.